# Lonchitis
Lonchitis, rod papratnjača smješten u vlastitu porodicu Lonchitidaceae, dio reda osladolike. Pripada mu nekoliko vrsta iz tropske Amerike (L. hirsuta) i Afrike (L. occidentalis) ali je znatan dio njih premješten u druge rodove (Blotiella i drugi)

## Vrste
1. Lonchitis hirsuta L.
2. Lonchitis occidentalis Baker